# 알림 센터
알림 센터(영어: Action Center)는 윈도우 폰 8.1, 윈도우 10 및 윈도우 10 모바일에 포함된 알림 센터이다. 또한 2014년 7월에 윈도우 폰 8.1에서 처음 소개되었고, 2015년 7월 29일에 윈도우 10이 출시되면서 데스크톱에 도입되었다.
그리고 윈도우 10에서는 참 메뉴가 알림 센터로 대체되었다.

## 특징
알림 센터에서는 네 가지 설정 바로 가기를 통해 해당 설정으로 빠르게 이동할 수 있으며, 윈도우 10에서는 알림 센터에서 바로 가기를 확장하여 모든 설정 바로 가기를 볼 수 있다. 설정 바로 가기에는 무선 네트워크 설정, 블루투스, 비행기 모드 켜기/끄기 등이 있고, 윈도우 폰 8.1에는 음량 조절과 같은 추가 기능이 포함되어 있다. 네 가지 설정 바로 가기 항목은 사용자가 직접 설정할 수 있다. 알림들은 앱별로 구분되어 표시되며 어떤 앱의 알림이 많은 경우 자세히 표시 단추를 눌러 모든 알림을 볼 수 있다. 오른쪽으로 밀어서 알림을 삭제할 수 있고 모든 알림을 삭제하려면 모두 지우기 단추를 누르면 된다. 또한, 설정에서 앱마다 알림을 켜거나 끌 수 있다.

## 같이 보기
- 알림 센터 (iOS 및 OS X)